# 輪袈裟

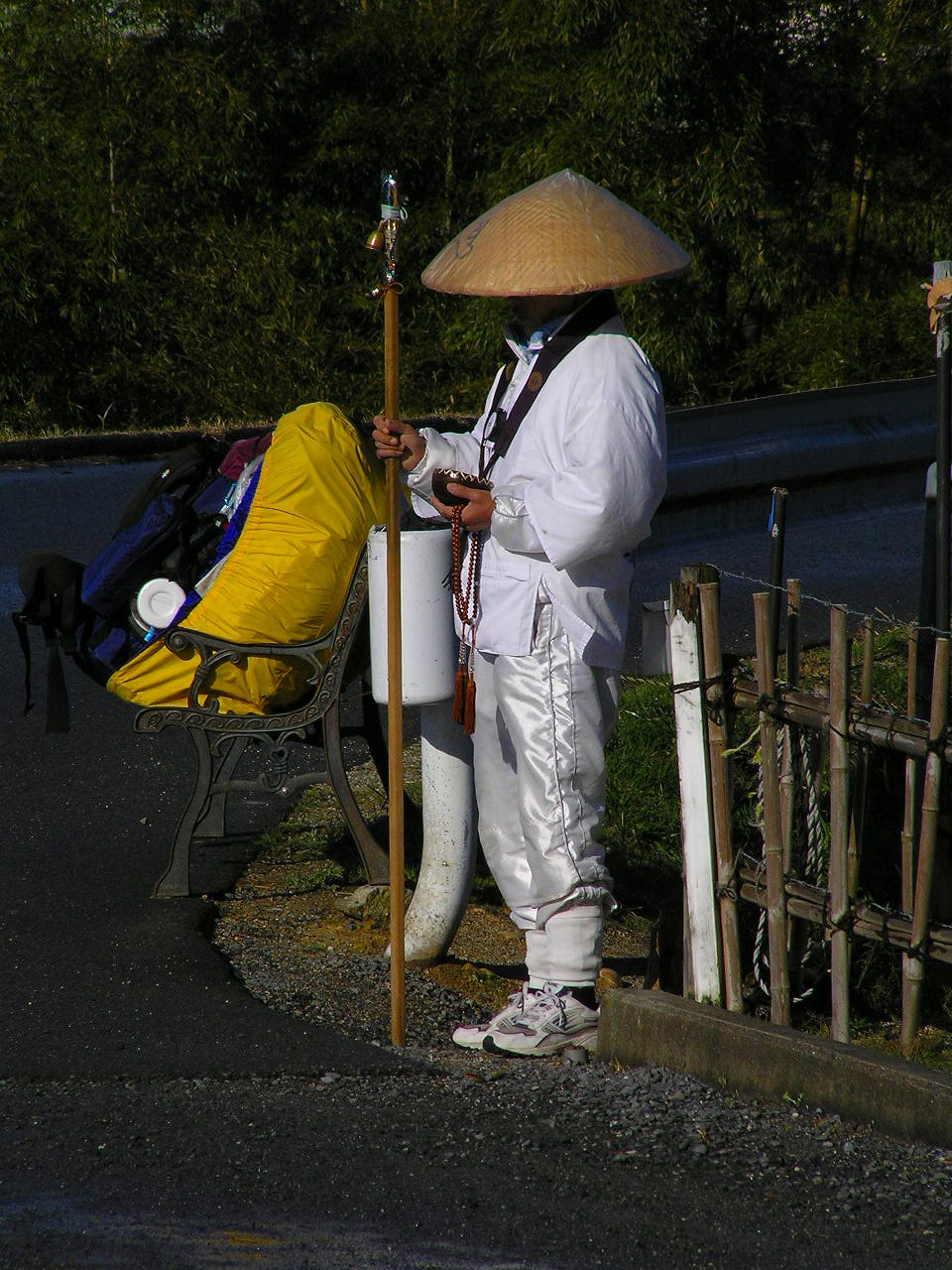
四国八十八箇所50番繁多寺前で托鉢する遍路。首にかかっている帯が輪袈裟である

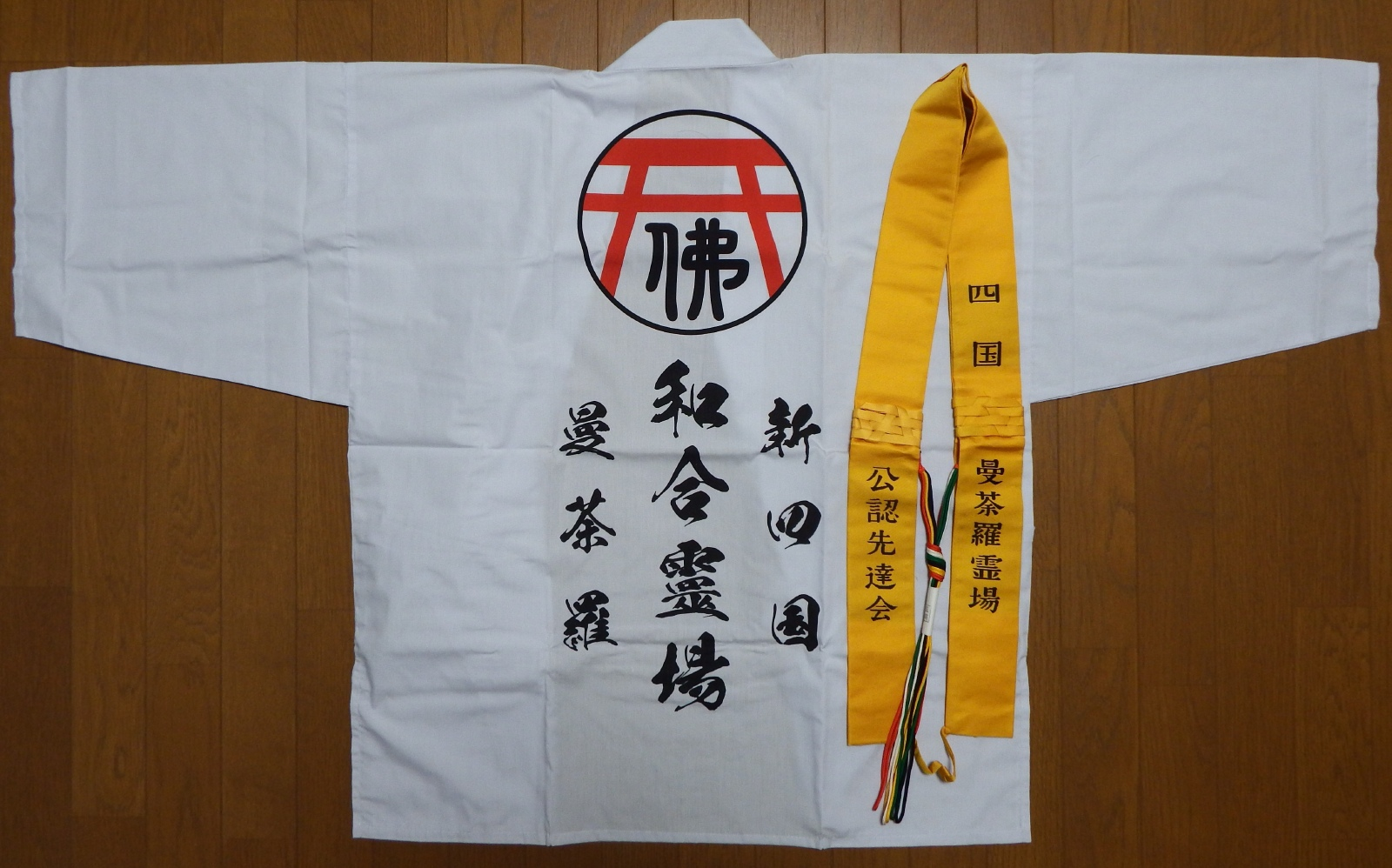
新四国曼荼羅霊場の白衣と輪袈裟

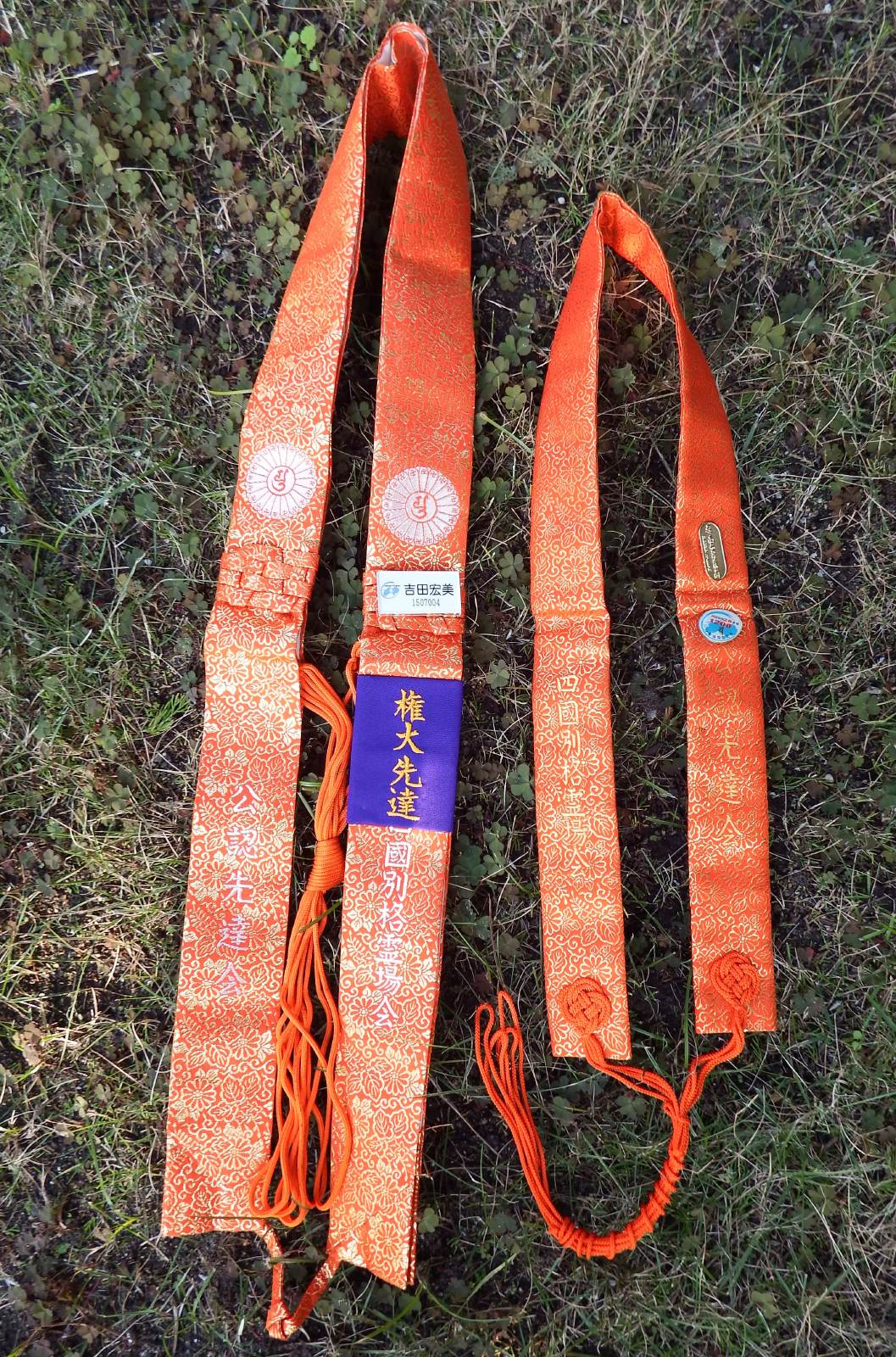
四国別格霊場会の先達袈裟（輪袈裟）

輪袈裟（）は、僧侶が首に掛ける袈裟の一種で、作務（）や移動の時に用いるのが一般的である。輪袈裟（）や畳袈裟（）と呼ばれることもある。

## 概要
形状は大別して2種ある。
畳輪袈裟
一枚の大きな布を幅6センチメートル ほどに折りたたんで輪にしたもの。
大きさは五条袈裟とほぼ同じであり、簡易的な物として広げて五条袈裟の代用として着用する事もできるが、実際にそのような形で着用される事はほとんど無い。
略輪袈裟
表生地を二つ折りにしたもの。